# Ceraclea bifurcata
Ceraclea bifurcata is een schietmot uit de familie Leptoceridae. De soort komt voor in het Palearctisch gebied.